# Babergh
Babergh (prononcé « bay-ber ») est un district local non métropolitain situé dans le comté de Suffolk en Angleterre au Royaume-Uni. Le centre administratif du district est situé à Hadleigh. La plus grande ville du district est Sudbury. Le district comprend une population de 91 401 habitants (2018) sur un territoire de 230 milles2 de superficie.

## Histoire
Le district a été formé le 1er avril 1974 par la fusion des boroughs des districts urbains de Hadleigh et de Sudbury ainsi que des districts ruraux de Cosford, de Melford et de Samford.